# Stilbina mirabilis
Stilbina mirabilis är en fjärilsart som beskrevs av Turati 1924. Stilbina mirabilis ingår i släktet Stilbina och familjen nattflyn. Inga underarter finns listade i Catalogue of Life.